# Ankama
Ankama es una compañía Francesa enfocada en la creación de juegos MMORPG. Comenzó como agencia de web, actualmente tiene disponible ocho juegos; Dofus, Wakfu, Islands of Wakfu, Krosmaga, Waven, Krosmaster Arena y Tactile Wars. Fue fundada por Camille Chafer, Anthony Roux, y Emmanuel Darras.

## Historia
- 2001: Fundación de la empresa, empieza a prestar servicios web.
- 2003: La empresa cuenta con una decena de empleados. Ankama Games empieza a crear su primer juego, Dofus, realizado en Flash. La versión Beta es lanzada en octubre del mismo año.
- 2004: Con un año aproximadamente de la salida de la versión Beta, la versión final de Dofus empieza a ser distribuida en internet.
- 2005: Con la salida de Dofus oficialmente, Ankama Editions lanza un Comic Book sobre Dofus y comienza a desarrollar la versión en inglés de Dofus. Además, la empresa empieza a desarrollar su segundo juego, Dofus Arena.
- 2006: La empresa empieza a desarrollar su tercer juego: Wakfu.
- 2007: Dofus Arena pasa a la versión 2, y la versión Alfa de Wakfu es presentada en la Japan Expo de ese año. Además, se funda Ankama Animations para la creación de la serie animada de Wakfu.
- 2008: Es anunciada la versión 2.0 de Dofus, y la versión Beta de Wakfu es abierta.
- 2009: Se anuncia más oficialmente la salida de Dofus 2.0 para el 2 de diciembre, la versión beta es lanzada.
- 2010: Se inaugura oficialmente Dofus 2.0 y se migran todos los servidores a esta nueva versión (Hay diferencias de opiniones, algunos jugadores en contra otros a favor, y estos hacen ver sus opiniones en su foro oficial). Vuelve Dofus 1 pero con un solo servidor (Eratz).
- 2011: En el año 2011, estará disponible una de las 2 nuevas razas que se implementarán en Dofus y Wakfu, los Tymadores y Los Zobals, ya actualmente disponibles en el Juego. También en abril 27 se abre la Beta abierta de Wakfu.
- 2012: Se anunció en el 2011 que el MMORPG Wakfu saldrá en febrero de 2012, se introduce una nueva raza a Dofus los Steamers.
- 2013: Para el año 2013, se mencionó que saldrá una película relacionada con el videojuego de Ankama, Dofus (aún no sale un tráiler Oficial).
- 2014: Se ha anunciado para esta fecha el estreno de tres episodios especiales de Wakfu de 45 Minutos (OVAS)
- 2016: Estreno de la película oficial de Dofus y de la versión en móvil del videojuego.
- 2017: Primera fusión de servidores del juego Dofus.

## Juegos
- Dofus, primer juego MMORPG del estudio en Flash. Trata de crear un personaje en un mundo ambientado en la era medieval fantasy.
- Dofus Arena, un juego basado en Dofus, pero con enfoque PvP (Personaje v/s Personaje). Su Beta empezó a rondar en 2006 en Internet.
- Wakfu, también inspirado en el universo Dofus, pero 1000 años después de la versión original del juego. Es el único juego con ecosistemas autónomos en su mundo de juego.
- Starfu, posible próximo juego, aún no se encuentra en desarrollo. En este juego el mundo ha sido destruido y las batallas se librarán en el espacio con naves 3D.
- Krosmaster, es el juego que une los mundos de DOFUS y WAKFU. En estos dos juegos, puedes jugar una partida de Krosmaster Arena en las tabernas, y en ese momento pasas a este juego, donde puedes enfrentarte a jugadores de cualquier origen y procedencia. Es un juego PvP de tablero, manejas un grupo de figuritas de un determinado valor de puntos y luchas contra el grupo de tu rival. Una buena clasificación en este juego te hará ganar premios tanto para DOFUS como para WAKFU.
- Fly'n, es un juego de plataformas y puzles para PC en el que podrás manejar a distintos personajes con habilidades, llamados brotes (los guardianes de los mundárboles). Para encontrar el camino tendrás que ir utilizando sus habilidades para completar las distintas dificultades que podrás encontrarte por el camino. Solo uniendo sus fuerzas podrán salvar a los helys de las terribles garras de Dyer.
- Tactile Wars, Es un juego de estrategia en multijugador en el que tendremos que guiar a unos pequeños soldados de pintura a través del campo de batalla. El objetivo es derrotar a los ejércitos enemigos y capturar su bases para ganar las guerras de colores.

## Web
Ankama Web es una agencia interactiva especializada en las nuevas medias, la creación de páginas web y el marketing. Ankama Web se dedica a desarrollar webs con aplicaciones de internet profesional.